# Federico Rasic
{{Ficha de deportista
|nombre              = Federico Rasic
|imagen              = 
|tamaño de imagen    = 
|pie de imagen       =

|nombrecompleto      = Federico Iván Rasic
|apodo               = 
|lugar nacimiento    = Mar del Plata, Argentina
|fecha nacimiento    = 24 de marzo de 1992 (32 años)
|nacionalidad        =  
|nac_deportiva       =
|altura              = 1,96 m (6′ 5″)

|deporte             = Futbol
|inicio              = 2012
|equipo_debut        = Gimnasia y Esgrima La Plata
|posición            = Delantero
|club                =  Chacarita Juniors
|liga                = Primera B Nacional

|equipos             = 
|torneos             = 
|títulos             = 
| pie hábil           = Diestro 
| equipo_debut        = Gimnasia La Plata 
| posición            = Delantero
| dorsal              = 
| patrocinador        =  Adidas
| equipos             = 
- Gimnasia La Plata
- FC Amkar Perm
- Arsenal de Sarandí
- Arsenal Tula
- Wigan Athletic
- Chacarita Juniors
- Club Deportivo Maipú

Federico Iván Rasic (Mar del Plata, Argentina; 24 de marzo de 1992) es un jugador argentino nacionalizado croata. Juega de delantero y su equipo actual es el Club Deportivo Maipú de la Primera B Nacional.

## Biografía
Si bien Rasic es oriundo de Mar del Plata, su abuelo es de origen croata y a partir de ahí llega la posibilidad de nacionalizarse.

## Trayectoria

### Categorías inferiores
Llegó a Gimnasia y Esgrima La Plata con edad de Sexta División. Nació futbolísticamente en Independiente de Mar del Plata e hizo las categorías juveniles menores en San Lorenzo de Almagro. Cuando el club San Lorenzo de Almagro lo dejó libre, Gimnasia y Esgrima La Plata aceptó tenerlo en consideración por sus dotes físicos y futbolísticos.

### Club de Gimnasia Esgrima La Plata
Debutó en Primera División el 22 de abril de 2012, en el partido Gimnasia La Plata 3 - Guillermo Brown 2, en el que ingresó en el segundo tiempo y jugó 32 minutos. El primer partido que desde el comienzo fue el 22 de junio de 2012, en el partido Gimnasia La Plata 3 - Aldosivi 3, en el que marcó el primer gol de su equipo, que además fue el primero en su carrera profesional. En el segundo semestre de 2012 jugó en la Cuarta División de Gimnasia y Esgrima La Plata, equipo que el 3 de noviembre de 2012 se coronó Campeón de la "Copa Competencia" del Torneo Juveniles "A" 2012 de AFA. Federico Rasic fue el máximo goleador de la categoría y del certamen, con 17 tantos en 14 partidos, logrando promediar 1,21 gol por partido. Fue premiado por la AFA como el goleador Nacional de su categoría por el año 2012.
El 14 de septiembre de ese mismo año, Rasic firmó su primer contrato profesional con la institución, por el término de 3 años. Tras su exitoso paso por la Cuarta División, el DT Pedro Troglio decidió incorporarlo al plantel de Primera División.
Al final del campeonato del Campeonato de Primera B Nacional 2012/13 fue convocado 4 partidos contra Gimnasia Esgrima de Jujuy jugó 5 minutos hizo echar a Javier Páez, provocando un penal a favor, y así su equipo consiguió una importante victoria para acercarse a la Primera División.
Entró 10 minutos contra Rosario Central, hizo echar a Carlos Casteglione y dio la asistencia para el 3 a 1, y victoria para Gimnasia La Plata.
En la penúltima fecha contra Deportivo Merlo entró al minuto 30 por la salida Franco Niell por lesión, fue la figura del partido e hizo el gol para el empate 1 a 1 final.
En el último partido fue titular contra Sarmiento de Junín en La Plata donde realizó el segundo de los tres goles y asistiendo en los otros dos goles, tras el ascenso de Gimnasia La Plata debutó en el campeonato de Primera División 2013/14 frente a River Plate donde fue el mejor jugador del partido y convirtió de penal para la victoria de su equipo.
La segunda y tercer fecha convirtió 4 goles en dos partidos, dos contra Belgrano en Córdob y 2 en el partido de Gimnasia La Plata contra Rosario Central, para la victoria de su equipo 3 a 1.
Estas actuaciones le valieron ser nombrado por TyC Sports el jugador del fútbol argentino del mes de agosto, recibiendo así el "Botín de plata".
El 13 de febrero del año 2014, Gimnasia La Plata aprobó su salida y Federico iba a jugar en el FC Amkar Perm. Sin embargo, su pase se frustró debido a una demora en el depósito del dinero por parte del equipo ruso.

### Arsenal Fútbol Club
El día 9 de agosto de 2014, Arsenal Fútbol Club lo pidió a préstamo por 18 meses. Por lo que jugará continuará jugando en la Primera División de Argentina.
El 8 de septiembre del mismo año, Martín Palermo citó a Federico e hizo su debut con la camiseta de Arsenal Fútbol Club frente a Quilmes Atlético Club, ingresando a los 30 minutos del segundo tiempo.
En el corriente año, 2015, a pesar del interés por parte del fútbol Ruso por Federico Rasic, él decidió concretar el  acuerdo de palabra que tenía con Arsenal Fútbol Club y formará parte de la plantilla de jugadores dirigidos por Martín Palermo.
En la era Ricardo Caruso Lombardi; Federico, es Titular en todos los partidos y obtuvo un récord: Se enfrentaron por primera vez en la historia Arsenal y Crucero del Norte y Federico marcó el único gol de la victoria.

## Estadísticas

### Clubes
| Club                        | País       | Año         |
| --------------------------- | ---------- | ----------- |
| Gimnasia La Plata           | Argentina  | 2011 - 2014 |
| Arsenal de Sarandí (cedido) | Argentina  | 2014 - 2015 |
| Gimnasia La Plata           | Argentina  | 2015 - 2017 |
| PFC Arsenal Tula            | Rusia      | 2017 - 2018 |
| Wigan Athletic              | Inglaterra | 2019-2022   |
| Chacarita Juniors           | Argentina  | 2023        |
| Deportivo Maipú             | Argentina  | 2024 - Act. |

### Estadísticas
| Club                  | Temporada           | Div.                | Liga  | Liga  | Copa Nacional | Copa Nacional | Copa Internacional | Copa Internacional | Total | Total |
| Club                  | Temporada           | Div.                | Part. | Goles | Part.         | Goles         | Part.              | Goles              | Part. | Goles |
| --------------------- | ------------------- | ------------------- | ----- | ----- | ------------- | ------------- | ------------------ | ------------------ | ----- | ----- |
| Gimnasia LP Argentina | 2011/12             | 2ª                  | 2     | 1     | -             | -             | -                  | -                  | 2     | 1     |
| Gimnasia LP Argentina | 2012/13             | 2ª                  | 4     | 2     | -             | -             | -                  | -                  | 4     | 2     |
| Gimnasia LP Argentina | 2013/14             | 1ª                  | 13    | 3     | -             | -             | -                  | -                  | 13    | 3     |
| Gimnasia LP Argentina | Total en Gimnasia   | Total en Gimnasia   | 19    | 6     | 0             | 0             | 0                  | 0                  | 19    | 6     |
| Arsenal FC Argentina  | 2014                | 1ª                  | 6     | 0     | -             | -             | -                  | -                  | 6     | 0     |
| Arsenal FC Argentina  | 2015                | 1ª                  | 10    | 3     | -             | -             | 1                  | 0                  | 11    | 3     |
| Arsenal FC Argentina  | Total en Arsenal    | Total en Arsenal    | 16    | 3     | 0             | 0             | 1                  | 0                  | 17    | 3     |
| Total en su carrera   | Total en su carrera | Total en su carrera | 35    | 9     | 0             | 0             | 1                  | 0                  | 36    | 9     |